# Astoria Boulevard (metropolitana di New York)
Astoria Boulevard, conosciuta anche con il nome di Astoria Boulevard-Hoyt Avenue, è una stazione della metropolitana di New York, situata sulla linea BMT Astoria. Nel 2015 è stata utilizzata da 3 926 062 passeggeri.

## Storia
La stazione venne aperta il 1º febbraio 1917 insieme al resto della linea BMT Astoria, all'epoca diramazione della linea IRT Queensboro che oggi è nota come linea IRT Flushing. Nel 1949, insieme alle altre stazioni della linea, fu sottoposta ad una serie di lavori per permettere il passaggio del materiale rotabile della Brooklyn-Manhattan Transit Corporation, più largo di quello dell'Interborough Rapid Transit Company, che operava in precedenza sulla linea.
La mattina del 1º maggio 1998, un escavatore colpì il mezzanino della stazione creando un enorme buco nel pavimento. Nessuno rimase ferito ma i treni bypassavano la stazione a bassa velocità. La stazione fu riaperta alle 15:00 con un pavimento provvisorio in legno, mentre le riparazioni definitive furono svolte durante la notte.

## Strutture e impianti
Astoria Boulevard è una stazione di superficie con tre binari ed due banchine ad isola, essendo insieme al capolinea l'unica stazione espressa della linea. Nel mezzanino sono posizionati i tornelli e una sala d'attesa ormai chiusa.
Fuori dai tornelli sono presenti quattro scale che scendono al livello stradale, due su Hoyt Avenue South e le altre due su Hoyt Avenue North. Queste ultime non sono le scale originali in quanto fu necessario spostarle per permettere la costruzione del viale d'acceso al ponte di Triborough, ufficialmente detto ponte Robert F. Kennedy.

## Movimento
La stazione è servita dai treni di due services della metropolitana di New York:
- Linea N Broadway Express, sempre attiva;[6]
- Linea W Broadway Local, attiva solo nei giorni feriali esclusa la notte.[7]

## Interscambi
La stazione è servita da diverse autolinee gestite da MTA Bus e NYCT Bus.
- Fermata autobus